# Georges Cheyko
Georges Cheyko né en URSS à Odessa le 21 août 1920 et mort le 14 janvier 1998 à Cannes, est un producteur de cinéma.

## Biographie
Il s'établit à Cannes où ses enfants fréquentèrent le lycée Carnot.
Il produisit de nombreux films comme Les Bonnes Causes et La Tulipe noire, tous deux mis en scène par Christian-Jaque, La Grande Lessive (!) de Jean-Pierre Mocky, Le Champignon de Marc Simenon avec Mylène Demongeot…
Son dernier film Nid d'espions (1981) mettait en scène Alain Delon et Claude Jade en Union soviétique à Moscou.